# Albert Giger
Albert Giger (* 7. Oktober 1946 in Rhäzüns; † 4. September 2021) war ein Schweizer Skilangläufer. Sein grösster internationaler Erfolg war der Gewinn der Bronzemedaille mit der Schweizer Langlaufstaffel bei den Olympischen Winterspielen 1972 in Sapporo.

## Werdegang
Giger begann als Kind mit dem Eishockey, zog sich aber aufgrund einer zu geringen Körpergrösse bereits als Jugendlicher aus dem Sport zurück. Nach seinem zweiten Lehrjahr als Schriftsetzer kam er im Rahmen eines Sommerferienausflugs in Magglingen zum Skilanglauf, da zur gleichen Zeit die Schweizer Nationalmannschaft vor Ort trainierte. Nach dem Sieg in einem Testlauf auf der örtlichen Leichtathletikbahn begann Giger aktiv an seiner Karriere als Skilangläufer zu arbeiten.
Giger startete bei den Olympischen Winterspielen 1968 in Grenoble im 15-km-Einzelrennen und erreichte am Ende als 30. das Ziel. Bei den Nordischen Skiweltmeisterschaften 1970 in Štrbské Pleso lief er im Einzel als bester Schweizer auf Rang 21. Einen Tag zuvor hatte er mit der Staffel Platz fünf erreicht. Zwei Jahre später bei den Winterspielen 1972 im japanischen Sapporo wurde er 14. über diese Distanz, bevor er gemeinsam mit Edi Hauser, Alois und Alfred Kälin die Bronzemedaille im 4 × 10-km-Staffel-Rennen gewann. Dabei hatte die Mannschaft nach dem ersten Wechsel noch auf Rang sechs gelegen und schloss nach dem zweiten Wechsel auf die auf Platz drei liegenden Schweden auf. Auf der Schlussgerade konnte sich Hauser noch gegen Sven-Åke Lundbäck durchsetzen und Platz drei sichern. Es war die erste Schweizer Medaille in der Skilanglaufstaffel.
In den Jahren 1971, 1973 sowie von 1976 bis 1978 gewann Giger insgesamt fünfmal den Engadin Skimarathon und hält damit bis heute den Rekord bei den Männern. Zudem wurde Giger fünfmal Schweizer Meister mit der Staffel vom SC Alpina St. Moritz (1968–1972) und einmal über 30 km (1975).
1978 beendete Giger seine aktive Skilanglauf-Karriere und begann als Skilanglauftrainer zu arbeiten. Bereits 1975 war er Leiter der Langlaufschule in St. Moritz geworden. Zu seinen prominenten Schülern zählen der Formel-1-Rennfahrer Niki Lauda oder die Schlagersängerin Vicky Leandros. Nach dem Winter 2013/14 beendete er seine Trainerlaufbahn und ging in den Ruhestand. Seinen Posten als Technischer Direktor des Engadin Skimarathons, den er zwischenzeitlich übernommen hatte, führte er jedoch auch weiter aus. Erst 2016 trat er nach 25 Jahren auch von diesem Posten zurück. Neben dem Sport führte Giger gemeinsam mit seiner Familie einen Farbenhandel in Bever GR.
Am 4. September 2021 erlag Albert Giger einem Krebsleiden, an dem er mehr als ein Jahrzehnt lang litt.

## Erfolge

### Teilnahmen an Weltmeisterschaften und Olympischen Winterspielen

#### Olympische Winterspiele
- 1968 Grenoble: 30. Platz 15 km
- 1972 Sapporo: 2. Platz Staffel, 14. Platz 15 km
- 1976 Innsbruck: 7. Platz 30 km, 11. Platz 15 km

#### Nordische Skiweltmeisterschaften
- 1970 Vysoké Tatry: 5. Platz Staffel, 21. Platz 15 km
- 1974 Falun: 6. Platz Staffel, 22. Platz 15 km

### Medaillen bei nationalen Meisterschaften
- 1967: Silber mit der Staffel
- 1968: Gold mit der Staffel
- 1969: Gold mit der Staffel
- 1970: Gold mit der Staffel
- 1971: Gold mit der Staffel
- 1972: Gold mit der Staffel, Bronze über 50 km
- 1973: Silber mit der Staffel, Silber über 15 km
- 1974: Silber über 15 km
- 1975: Gold über 30 km, Silber über 15 km
- 1976: Silber über 50 km, Silber über 15 km

### Siege bei Skilanglaufrennen
- 1971, 1973, 1976–1978: Engadin Skimarathon, 42 km